# エヴゲーニヤ・アレクサンドロヴナ・タラトゥタ
エヴゲーニヤ・アレクサンドロヴナ・タラトゥタ（ロシア語: Евгения Александровна Таратута、1912年5月17日 - 2005年10月3日）はロシアの作家、文芸学者、博士候補（Ph.D.に相当）。ソビエト連邦において活躍した。

## 来歴
彼女は、移民中のアナキズム革命家の家庭に生まれた。父親は、アレクサンドル・グリゴリエヴィチ・タラトゥタ（1879～1937）で数々のアナーキストグループの創設者であり、母親はアグニヤ・ドミトリエヴナ・マルコヴァであった。1917年の二月革命後、家族はロシアに戻った。
1932年、彼女はモスクワ大学哲学部を卒業した。ソビエト連邦作家同盟の組織委員会（1932年）、モスクワの児童図書館（1933年～1937年）、雑誌「スメーナ」（1937年）で働いた。1934年、父親が逮捕され、1937年に処刑された。家族はシベリアに追放された。彼女は、トボリスク獣医技術学校で働いた。1939年、彼女は勝手にモスクワに戻り、家族の追放を解除させた。
シベリアからの帰還後、彼女は児童雑誌「ムルジルカ」の編集室（1940年～1941年）、全ソビエトラジオの児童放送編集室（1943年）で働いた。1941年～1949年には、ソ連邦科学アカデミーの学術会議の顧問を務め、1949年からはIMLIで働いた。
1950年、彼女はスパイ容疑で逮捕され、「反革命活動」の罪で15年の懲役刑を宣告され、コミ自治ソビエト社会主義共和国のアベジスキー収容所に送られた。1954年4月に名誉回復を受け、釈放され、IMLIの仕事に復帰した。
1950年代中頃から、アメリカで完全に忘れられていた作家であるエセル・リリアン・ヴォイニッチの作品に取り組み、ソ連で彼女の著作集を出版する準備を進めた。彼女は、S・M・ステプニャク＝クラフチンスキーの生涯と作品に関する数冊の本の著者でもある。彼女は回想録作家でもあり、コルネイ・チュコフスキー、ヴァシリー・グロスマン、ノラ・ガルなどについての回想録を書いた。
彼女は2005年10月3日に亡くなった。モスクワのスターロ・マルコフスキー墓地に埋葬された。